# Aroldo Fedatto
Aroldo Fedatto (Ponta Grossa, 16 de outubro de 1924 — Curitiba, 9 de setembro de 2013) foi um futebolista brasileiro que atuou como zagueiro.
Ídolo o Coritiba Foot Ball Club, é considerado um dos maiores zagueiro do clube curitibano, sendo campeão paranaense de 1946, 1947, 1951, 1952, 1954, 1956 e 1957.
Também jogou pelo Botafogo de Futebol e Regatas em 1948, quando o clube da estrela solitária fez uma série de jogos na Bolívia. Pelas suas atuações nesta excursão, recebeu o apelido de Estampilla Rubia. Além do Botafogo, atuou na Seleção Paranaense de Futebol.

## Prêmios
- Em 1951 ganhou o Prêmio Belfort Duarte, que homenageava o jogador de futebol profissional que atuasse em mais de 80 partidas sem ser expulso.[1]